# Philippe Doumenc
Philippe Doumenc (Parigi, 21 aprile 1934 – Castelnau-le-Lez, 19 luglio 2023) è stato uno scrittore francese.

## Biografia
Nipote del generale Aimé Doumenc (1880-1948), lavorò per molto tempo nell'aviazione a lungo raggio.
Nel 1989 vinse il Premio Renaudot con il romanzo Les Comptoirs du Sud.

## Opere
- Les Comptoirs du Sud (Parigi, Éditions du Seuil, 1989; ISBN 978-2-02-010863-8)
- En haut à gauche du paradis (Parigi, Éditions du Seuil, 1992; ISBN 2-02-016472-8)
- Les amants de Tonnegrande (Parigi, Éditions du Seuil, 2003; ISBN 978-2-02-058935-2)
- Lo strano caso di Emma Bovary (Contre-enquête sur la mort d'Emma Bovary, Parigi, Actes Sud, 2007; ISBN 978-2-7427-6820-2)
- Un tigre dans la soute (Parigi, Actes Sud, 2008; ISBN 978-2-7427-7560-6)